# Thomas Gilbert (auteur)
Pour les articles homonymes, voir Thomas Gilbert et Gilbert.
Thomas Gilbert, né le 23 juin 1983 à Angers, est un auteur de bande dessinée français.

## Biographie
Thomas Gilbert fait ses études à Angers au Lycée Auguste et Jean Renoir, puis entre à l'École supérieure des Arts Saint-Luc de Bruxelles en option bande dessinée où il étudie pendant trois ans.
En 2010, il dessine et écrit la série Oklahoma boy en deux tomes pour le compte des éditions Manolosanctis puis l'intégrale parait en 2013 chez l'éditeur Vide Cocagne. Entretemps, chez Casterman, il dessine Bjorn le Morphir, une série en 4 tomes avec le scénariste Thomas Lavachery.
En 2018 il prend la suite de Clément Oubrerie aux côtés du scénariste Stéphane Melchior dans l'adaptation de la trilogie de Philip Pullman À la croisée des mondes.
Thomas Gilbert a vécu et a travaillé à Bruxelles de 2002 a 2018. Il a fait partie de 2011 a 2018 de l’Atelier Mille avec sept autres auteurs et dessinateurs de bande dessinées, dont Léonie Bischoff, Nicolas Pitz, Jérémie Royer.

## Publications
- Oklahoma Boy
  - Oklahoma Boy, Tome 1[4], Manolosanctis, coll. « Karma », 21 mai 2010, 64 pages  (ISBN 978-2-35976-000-2)
  - Oklahoma Boy, Tome 2 : Iron and Flesh, Manolosanctis, coll. « Karma », 6 janvier 2011, 80 pages  (ISBN 978-2-35976-013-2)
  - Oklahoma Boy, L'intégrale[2], Vide Cocagne, Hors collection, 26 septembre 2013, 240 pages  (ISBN 979-10-90425-40-8)

- Bjorn Le Morphir, scénario Thomas Lavachery, illustration Thomas Gilbert
  - Tome 1, Casterman, coll. « Univers d'auteurs », 26 août 2009, 64 pages  (ISBN 978-2-203-00740-6)
  - Tome 2, Casterman, coll. « Univers d'auteurs », 12 janvier 2011, 64 pages  (ISBN 978-2-203-03338-2)
  - Tome 3, Casterman, coll. « L’école des loisirs », 25 janvier 2012, 64 pages  (ISBN 978-2-203-04705-1)
  - Tome 1 : Naissance d’un Morphir, réedition, Rue de Sèvres, 7 janvier 2015, 69 pages  (ISBN 9782369811435)
  - Tome 2 : Dans l’enfer des enfers, réedition, Rue de Sèvres, 7 janvier 2015, 96 pages  (ISBN 9782369811459)
  - Tome 3 : La reine des enfers, réedition, Rue de Sèvres, 7 janvier 2015, 96 pages  (ISBN 9782369811473)
  - Tome 4 : Les armées du roi, Rue de Sèvres, 18 mars 2015, 72 pages  (ISBN 9782369811534)
  - Tome 5 : Le choc des armées, Rue de Sèvres, 16 mars 2016, 72 pages  (ISBN 9782369812920)
  - Tome 7 : La Revanche du Morphir, Rue de Sèvres, 7 mars 2018, 70 pages  (ISBN 978-2-369-81681-2)

- Odyssée, Les naufragés de Poséidon, Tome 2, Michel Honaker et Roger Seiter, illustration Thomas Gilbert, Groupe Flammarion, coll. « Castor Poche », 4 novembre 2015, 46 pages  (ISBN 9782081344709)
- Le pianiste, la sirène et le chevalier, de Jean-Luc Cornette, illustrations Thomas Gilbert, Ker Editions, septembre 2014, 140 pages  (ISBN 978-2-87586-047-7)
- Vénéneuses[5], éditions Sarbacane, février 2015, 160 pages  (ISBN 978-2-84865-763-9)
- Sauvage ou la sagesse des pierres[6], Vide Cocagne, Hors collection, 21 octobre 2016,  (ISBN 979-10-90425-78-1)
- Nordics, Tome 1 : La grande faim du Tupilak, scénario Fabien Grolleau, illustration Thomas Gilbert, Sarbacane, 3 janvier 2018, 48 pages  (ISBN 978-2-377-31050-0)
- Les Filles de Salem[7], Dargaud , 21 septembre 2018, 200 pages   (ISBN 9782205077025)
- La Tour des Anges, adaptation chez Gallimard du volume 2 de la trilogie de Philip Pullman À la croisée des mondes
  - Tome 1: avec le scénariste Stéphane Melchior, 15 novembre 2018, 96 pages  (ISBN 978-2075100380)
  - Tome 2: avec le scénariste Stéphane Melchior, 22 janvier 2020, 86 pages  (ISBN 978-2-07-510042-7)
  - Tome 3: avec le scénariste Stéphane Melchior, 13 janvier 2021, 96 pages  (ISBN 978-2075100434)

- Nos Corps Alchimiques[8], Dargaud , 7 mai 2021,[9], 240 pages  (ISBN 978-2205-08622-5)[10]
- Lumière noire, dessin de Claire Fauvel, Rue de Sèvres, 196 p., 2021   (ISBN 9782810200436).
- La voix des Bêtes, la faim des Hommes, Dargaud, 26 mai 2023, 180 pages  (ISBN 9782205206166)

## Récompense
- 2017 : prix La BD est dans la presse au festival La BD est dans le pré avec l'album Sauvage[11]